# Alejandro Orfila (hijo)
Alejandro José Luis Orfila (Mendoza, 9 de marzo de 1925-San Diego, 9 de junio de 2021) fue un abogado, diplomático y viticultor argentino, que se desempeñó como secretario general de la Organización de los Estados Americanos entre 1975 y 1984.

## Biografía
Hijo de inmigrantes catalanes que se habían convertido en viticultores de la provincia de Mendoza, Alejandro Orfila recibió una licenciatura en derecho en la Universidad de Buenos Aires en 1945. Al año siguiente, después de estudiar Ciencias políticas en la Universidad de Stanford, fue asignado a la Embajada Argentina en Moscú; en 1948, sin embargo, fue expulsado de la Unión Soviética por motivos de espionaje. Transferido a los Estados Unidos, fue nombrado Cónsul General argentino en San Francisco y posteriormente Nueva York, donde permaneció hasta la muerte de su padre en 1952 obligándolo a regresar al negocio familiar en Mendoza.
Durante sus años diplomáticos, se casó con su primera esposa, una estadounidense, Jean D'Aprile, hija de un juez de Rochester, Nueva York. Tuvieron cuatro hijos: Alejandro, Martin, Linda y Michael. Orfila es abuelo de tres hijos de Martin y de dos hijos de Linda.
Tras ser designado Director de información en la recientemente establecida Organización de los Estados Americanos (OEA), Orfila se dirigió a Washington DC en 1953. Allí forjó contactos cercanos en la capital de Estados Unidos y, después de convertirse en embajador de Argentina en los Estados Unidos (1958-1960) y en Japón (1960-1962), formó una influyente firma de lobby en la K Street en 1962, especializándose en los intereses de las empresas estadounidenses que invertían o comerciaban con Latinoamérica.
En 1964 se convirtió en asesor político del director gerente de la empresa Adela Investment, la corporación multinacional de desarrollo más grande para el crecimiento de la economía latinoamericana. Cercano al presidente Juan Domingo Perón desde sus días en la Unión Soviética, cuando en 1973 Perón se convirtió en presidente por tercera vez (después de un exilio de 18 años de duración), nombró a Orfila nuevamente embajador ante Estados Unidos.

## Secretario general de la OEA (1975-1984)
Tras la jubilación del estadista ecuatoriano Galo Plaza Lasso del puesto de Secretario General de la OEA el 17 de mayo de 1975, Orfila fue elegido para reemplazarlo. Durante su mandato, intentó reparar la relación entre la OEA con su miembro más importante, los Estados Unidos. Al heredar una organización estrechamente identificada con el movimiento de países no alineados, desestimó nombramientos considerados desfavorables por el secretario de estado de los Estados Unidos, Henry Kissinger. Prefiriendo la "diplomacia de gala" a la confrontación, Orfila era aficionado a ofrecer su casa para las cenas diplomáticas con el fin de apaciguar diferencias.

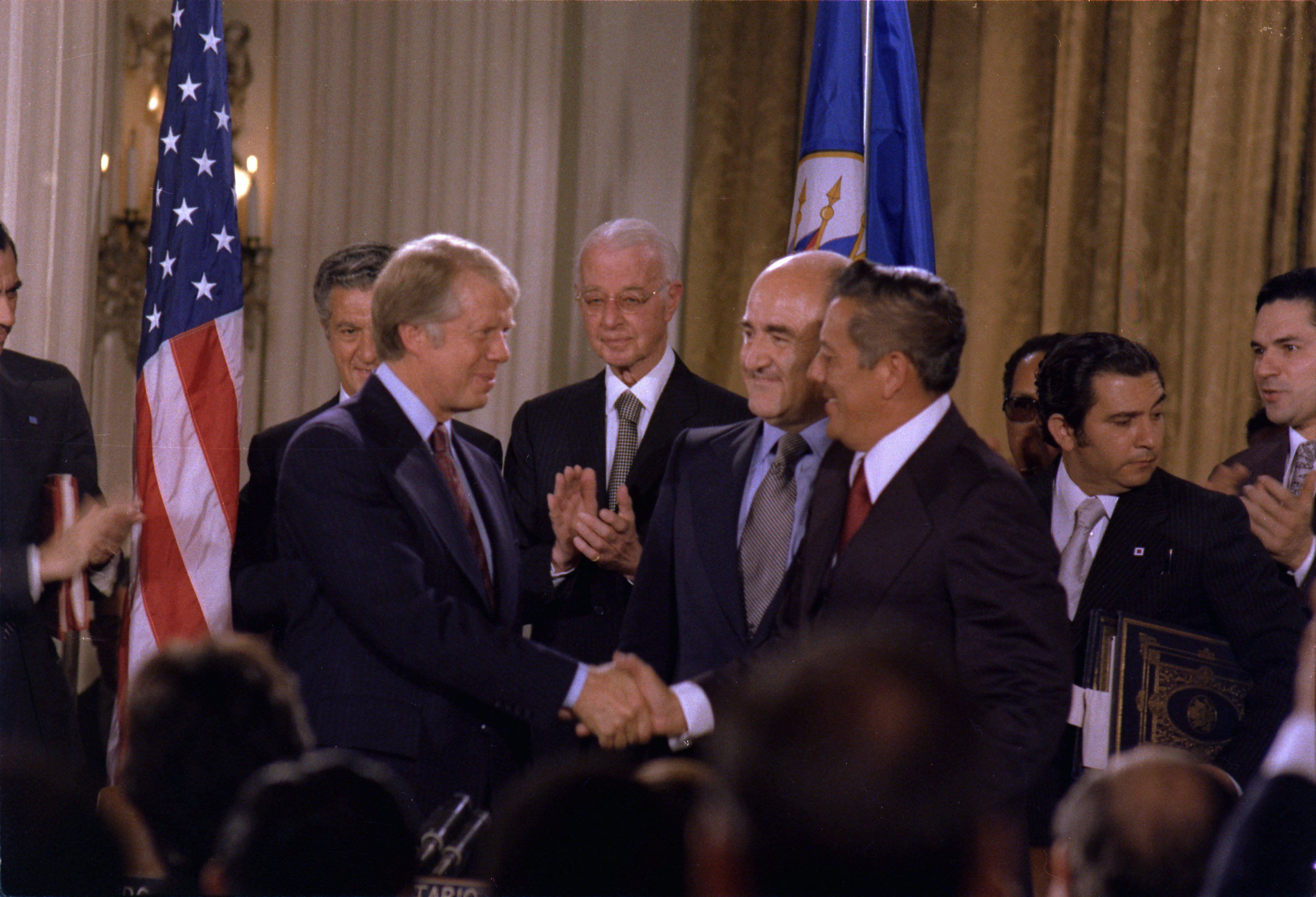
Alejandro Orfila (segundo a la derecha del Presidente Jimmy Carter) preside la firma de los Tratados Torrijos-Carter.

La influencia de Orfila en los círculos de política exterior de Estados Unidos, sin embargo, permaneció marginal hasta la llegada de la administración del presidente estadounidense Jimmy Carter a principios de 1977. Orfila apoyó en la OEA la promesa de Carter para renegociar la presencia de Estados Unidos en la Zona del Canal de Panamá, un tema polémico en toda Latinoamérica. El Tratado del canal de Panamá fue firmado en la sede de la OEA en septiembre de ese año. Llevando a la OEA a desempeñar un papel más activo en el desarrollo económico de América Latina, Orfila facilitó el acceso al Banco Interamericano de Desarrollo (BID) como un medio para proporcionar a los gobiernos una alternativa a los mercados de crédito de alto interés en las capitales financieras del mundo, una política que retrocedió un poco después de que muchas de estas naciones entraran en una crisis de deuda en 1981.
Apoyado por sus políticas anticomunistas, Orfila sin embargo se opuso activamente a la ola de abusos contra los derechos humanos en América Latina. Trabajando con el presidente Carter y la Secretaria de Estado de los Estados Unidos para los derechos humanos, Patricia Derian, convocó a la entonces inactiva Comisión Interamericana de Derechos Humanos a investigar regímenes represivos como el de su propio país, el Proceso de Reorganización Nacional; después de investigar las denuncias de asesinatos y secuestros políticos generalizados en septiembre de 1979, el informe 1980 de la Comisión eliminó cualquier duda sobre el estado de las libertades en el país en ese momento y ayudó a mejorar el clima de las libertades civiles.
Sin embargo, estos movimientos debilitaron a Orfila en Washington después de que Ronald Reagan se convirtiera en Presidente de los Estados Unidos a principios de 1981, particularmente entre los asesores de política exterior del Presidente Reagan, como Jeane Kirkpatrick, quien, como asesor de la campaña del partido republicano en 1980, reprendió las investigaciones de la OEA sobre las dictaduras al exhortarles a que sean más solidarios con "regímenes moderadamente represivos". Con la violencia en la región más concentrada en Centroamérica después de 1980, Orfila perdió un aliado valioso en sus esfuerzos por mediar en las guerras civiles cuando el avión del panameño Omar Torrijos se estrelló en agosto de 1981.
Orfila prestó el apoyo de la OEA al establecimiento del Grupo de Contadora con la esperanza de aliviar las peores guerras en Nicaragua, Guatemala y El Salvador. Sin embargo, este apoyo, así como el de las Naciones Unidas y varios otros organismos internacionales, no compensaron la oposición del Presidente Reagan a la iniciativa. Una resolución de 1982 que apoyó, afirmando la soberanía de Argentina en las Islas Malvinas, resultó una vergüenza política para la OEA después de que la guerra de Malvinas terminara en desastre. La severa recesión económica en casi todo el hemisferio occidental fue tratada por Orfila con esfuerzos para renegociar la deuda latinoamericana; esto encontró la oposición de la administración de Reagan, y el 26 de octubre de 1983 la OEA votó condenar la invasión estadounidense de Granada, por lo que la política de Orfila con Reagan llegó a su fin.
Hacia fin del año, surgieron acusaciones de tráfico de influencia contra Orfila. Al ser cada vez más incapaz de ejercer credibilidad a pesar de la falta de pruebas de las acusaciones, el 31 de marzo de 1984 el Secretario General Orfila renunció a su puesto, expresando su frustración por la incapacidad de la OEA de influir en la política latinoamericana de los Estados Unidos durante la década de los ochenta. Le sucedió el Viceministro brasileño de Asuntos Exteriores, João Clemente Baena Soares.
Tras su dimisión en 1984, Orfila se retiró a su finca en Argentina, enfocándose en la construcción de su rancho y viñedos argentinos.
En 1985, Orfila fue demandado por un subordinado anterior, Carr Donald, supuestamente por haber sido despedido sin causa. La demanda fracasó, sin embargo, y en 1986, un tribunal de apelación confirmó la sentencia contra el Sr. Donald.[cita requerida]
Desde 1994, Orfila vivió en Estados Unidos, como dueño del viñedo Orfila Vineyards and Winery, en el Valle de San Pasqual, en Escondido (California), a 46 km al norte de la ciudad de San Diego.
La bodega obtuvo más de 1100 premios por sus vinos. Según los folletos de la empresa, Alejandro Orfila vivió en el Rancho Santa Fe (a 22 km al oeste de su viñedo, a pocos kilómetros del océano Pacífico), con su segunda esposa, la alemana Helga.[cita requerida]
Falleció por causas naturales el 25 de junio de 2021 en San Diego (California), a los 96 años.